# Bibliothèque historique

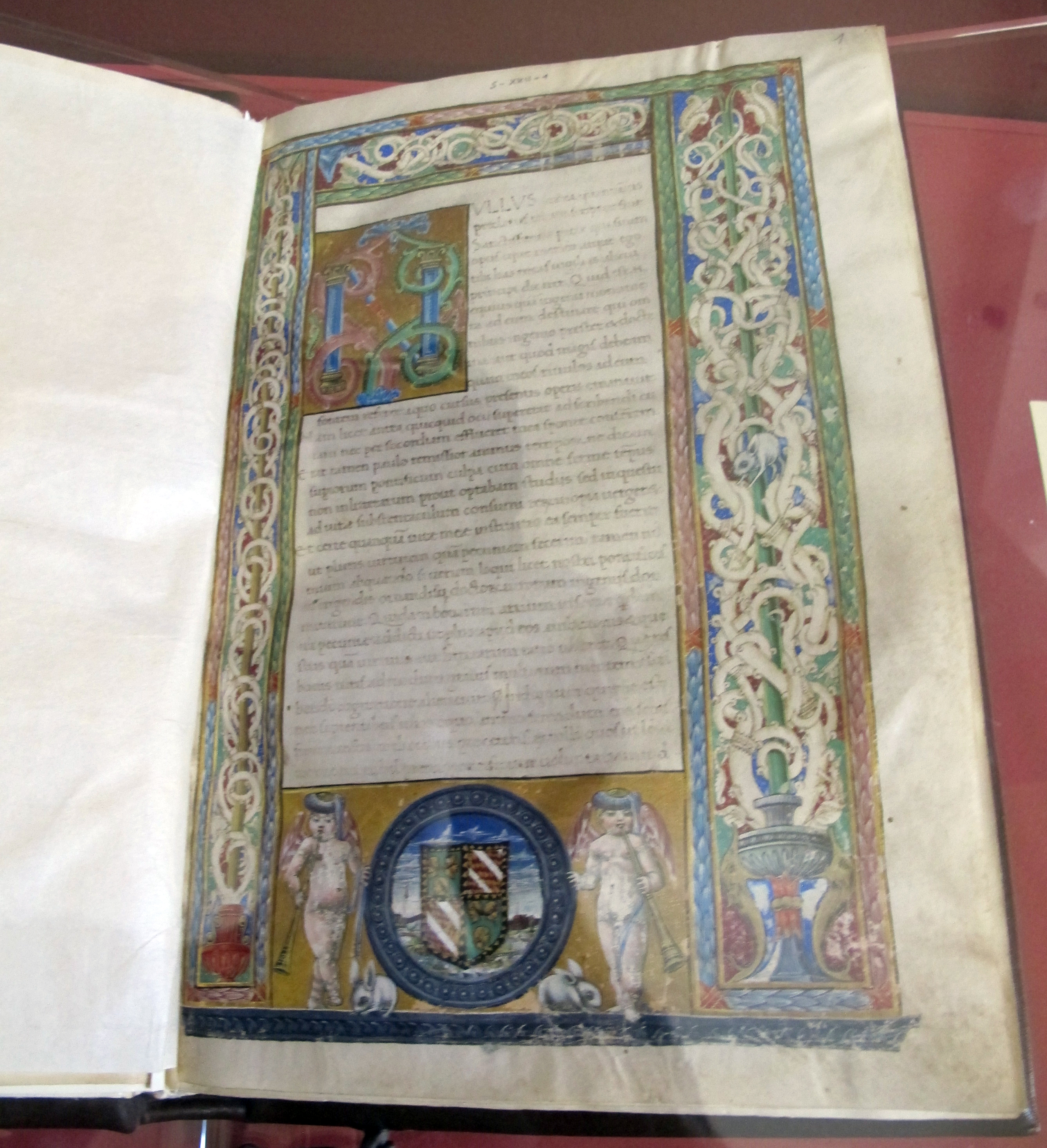
Manuscrit historié de la Bibliothèque historique (vers 1450).

La Bibliothèque historique de Diodore de Sicile, rédigée en grec au Ier siècle av. J.-C., se compose à l'origine de 40 livres dont il ne reste aujourd'hui que 15. Cette monumentale histoire universelle, c'est-à-dire qui s'attache à une histoire de l’humanité dans toutes les aires géographiques connues, couvre une vaste période, du commencement mythologique du monde à Jules César. Elle puise ses sources dans une multitude d'auteurs antiques que Diodore a compilés, sans originalité mais avec efficacité, qui sont : Hécatée d'Abdère, Ctesias de Cnide, Éphore, Théopompe, Hiéronymos de Cardia, Douris de Samos, Diyllos, Philistos de Syracuse, Timée de Tauroménion, Polybe et Posidonios. Diodore a travaillé près de 30 ans à cet ouvrage après avoir voyagé en Europe et en Asie pour, dit-il, « voir de nos propres yeux la plupart des contrées les plus importantes dont nous aurons occasion de parler. Car c'est à l'ignorance des lieux qu'il faut attribuer les erreurs qui sont commises même par les historiens les plus renommés ».

## Contenu
Diodore explique au livre XL le plan général qu'il a suivi : 

« (…) Les six premiers livres renferment les événements et les récits fabuleux antérieurs à la guerre de Troie, et, de ces six, les trois premiers comprennent les antiquités des Barbares, et les trois autres, celles des Grecs. Dans les onze livres suivants, nous donnons l'histoire universelle depuis la guerre de Troie jusqu'à la mort d'Alexandre. Enfin les derniers vingt-trois livres contiennent la suite de cette histoire jusqu'au commencement de la guerre entre les Celtes et les Romains, sous le commandement de Jules César. »

Le contexte de publication est inconnu, mais il semble que les livres étaient publiés au fur et à mesure, parfois sans relectures, ce dont Diodore s'est plaint (XL, 8).
L'œuvre est lacunaire, cinq pentades de codex furent détruites, probablement lors du sac de Constantinople en 1204. Jean Tzétzès est le dernier auteur à avoir certainement lu l'œuvre complète. Les historiens sont néanmoins divisés car Constantin Lascaris atteste avoir vu un manuscrit compilant l'œuvre complète de Diodore. Son témoignage indiquerait qu'il « aurait entendu parler » d'une édition complète, sans l'avoir lue. Dans cette hypothèse, la Bibliothèque entière disparut lors de la prise de Constantinople en 1453. Le peu d'entrain pour conserver l'œuvre s'explique par le fait que les historiens n'étaient guère passionnés par les temps de paix dits « vides » et que les historiens délaissent les ouvrages anciens après la découverte d'une chronique historique postérieure. 
Il nous reste désormais les livres I à V consacrés à l'histoire mythique des Barbares et des Grecs et les livres de XI à XX traitant la période de 480 à 302 av. J.-C., ainsi que quelques fragments d'autres livres (les livres VI à X étant consacrés à l'histoire de la Guerre de Troie et à la fin des Guerres médiques). Les fragments sont des citations d'autres auteurs mais la plupart proviennent de l'excerpta de Constantin VII Porphyrogénète, cependant très fragmentaire. Les livres I à V offrent une histoire des peuples de l'Antiquité qui mêle descriptions géographiques et mythologie :
- Égyptiens au livre I[note 1] ;
- Assyriens, Babyloniens, Scythes et Indiens au livre II ;
- Éthiopiens, Libyens et Atlantes au livre III[note 2] ;
- Grecs au livre IV ;
- Peuples de l'Ouest méditerranéen au livre V[4].

La Bibliothèque historique est l'une des sources les plus complètes — et les plus anciennes — concernant le début de l'époque hellénistique, au sujet des conquêtes d'Alexandre le Grand (livre XVII) et surtout des diadoques (livres XVIII à XX). La Bibliothèque historique offre aux illustres personnages du monde grec une place de choix ; on peut citer :
- Périclès au livre XII ;
- Denys l'Ancien aux livres XII et XIV ;
- Épaminondas au livre XV ;
- Philippe II au livre XVI ;
- Alexandre le Grand au livre XVII ;
- Les diadoques aux livres XVIII à XX.

Diodore de Sicile nous montre par cette œuvre les conceptions historiques du début de l'Empire romain. Diodore s’accorde en effet le droit de louer ou de blâmer selon des convictions morales et politiques propres aux élites grecques de son temps. Tout en insistant sur le rôle de la tychè (la bonne fortune) et du paradoxon (l'étrange), sur les actes glorieux et les faiblesses de l’âme humaine, Diodore délivre un discours historique relativement fiable, et par-dessus tout inestimable étant donné la perte des historiens contemporains d'Alexandre et des diadoques (Aristobule, Clitarque, Hiéronymos de Cardia, Douris de Samos, etc.)
Il est cité dans l'Histoire Naturelle de Pline.

## Éditions
Consulter la liste des éditions de cette œuvre